# 刀悶純興
刀悶純興，（?—1906年），中國清朝時期鎮康州的最後一任土司，1891年—1906年在位，是上任土司刀悶純祖的胞弟。刀悶純興在任期間，土司族人刀上達欲以武力奪取土司權位。
清光緒三十二年（1906年），刀悶純興病故，無人承嗣，鎮康州遂於1907年改土歸流，結束五百多年的鎮康土司政權。鎮康州旋於1909年改稱永康州，1913年民國初建，因永康與浙江省永康重名，永康州再改為鎮康縣。